# Port lotniczy Bario
Port lotniczy Bario (IATA: BBN, ICAO: WBGZ) – port lotniczy położony w Bario, w stanie Sarawak, w Malezji.